# Ростовановский сельсовет
Ростовановский сельсовет — упразднённое муниципальное образование в составе Курского района Ставропольского края России.
Административный центр — село Ростовановское

## География
Сельское поселение находится в западной части Курского района. В долине реки Кура.

## История
С 16 марта 2020 года, в соответствии с Законом Ставропольского края от 31 января 2020 г. № 9-кз, все муниципальные образования Курского муниципального района были преобразованы путём их объединения в единое муниципальное образование Курский муниципальный округ.

## Население
| 1989  | 2002  | 2010  | 2011  | 2012  | 2013  | 2014  |
| ----- | ----- | ----- | ----- | ----- | ----- | ----- |
| 3060  | ↗4323 | ↗4711 | ↗4713 | ↗4757 | ↘4722 | ↗4765 |
| 2015  | 2016  | 2017  | 2018  | 2019  | 2020  |       |
| ↗4786 | ↗4850 | ↗4922 | ↗4971 | ↗5056 | ↗5118 |       |

### Национальный состав
Согласно итогам переписи населения 2010 года:
| № | Национальность | Численность, чел. | Доля   |
| - | -------------- | ----------------- | ------ |
| 1 | турки          | 2 389             | 50,7 % |
| 2 | русские        | 1 540             | 32,7 % |
| 3 | чеченцы        | 273               | 5,8 %  |
| 4 | азербайджанцы  | 94                | 2,0 %  |
| 5 | армяне         | 47                | 1,0 %  |
| 6 | другие         | 368               | 7,8 %  |

## Населенные пункты
На территории сельского поселения находятся 8 населенных пунктов:
1. село Ростовановское
2. хутор Пролетарский
3. хутор Широкий Камыш
4. хутор Веденяпин
5. хутор Межевой
6. хутор Дыдымовка
7. хутор Труд Земледельца
8. хутор Прогонный